# His Vacation (film 1911)
His Vacation è un cortometraggio muto del 1911 diretto da Tom Ricketts.

## Produzione
Il film fu prodotto dalla Nestor Film Company.

## Distribuzione
Distribuito dalla Motion Picture Distributors and Sales Company, il film - un cortometraggio di una bobina - uscì nelle sale cinematografiche USA il 20 novembre 1911